# Sigurd Rushfeldt
Sigurd Rushfeldt, född 11 december 1972 i Vadsø i Norge, är en norsk fotbollsspelare. Rushfeldt har spelat i norska Tromsø IL (2 gånger), norska Rosenborg BK (2 gånger), österrikiska Austria Wien, spanska Racing de Santander, engelska Birmingham City FC samt de norska lagen IL Norild, Vadsø Turn och Lyngen/Karnes. Han har även spelat över 30 matcher för Norges landslag i fotboll.
Sigurd Rushfeldt är också den spelare som har gjort mest mål i Elitserien, den högsta divisionen i Norge, genom tiderna. Rekordet är på 172 mål.